# Les Conjurés de Florence
Pasquale's Angel
Vous lisez un « bon article » labellisé en 2020.
Les Conjurés de Florence (titre original anglais : Pasquale's Angel) est un roman uchronique de Paul J. McAuley publié en 1994.
Le roman se déroule au début du XVIe siècle dans une Florence où Léonard de Vinci a abandonné l'art au profit de l'ingénierie, donnant naissance à une révolution industrielle en pleine Renaissance italienne. L'ouvrage suit les aventures du jeune peintre Pasquale, élève de Giovanni Battista Rosso. Le double meurtre de l'artiste Raphaël et de son assistant Giulio Romano conduit le jeune apprenti à faire équipe avec le journaliste politique Machiavel pour résoudre cette énigme, qui les entraîne au cœur d'une vaste conjuration dans un contexte de tensions avec l'Espagne et de soulèvement savonaroliste.
Avec cette œuvre mêlant l'uchronie d'inspiration steampunk, le roman policier, la fantasy et le roman d'apprentissage, Paul J. McAuley livre un hommage à la culture populaire fantastico-policière, émaillant le roman de références à Sherlock Holmes, Edgar Allan Poe ou au cinéma frankensteinien, tout en proposant une réflexion sur le progrès scientifique et technique et ses répercussions, bénéfiques ou destructrices, sur la société.
Favorablement accueilli par la critique, l'ouvrage est récompensé du prix Sidewise de la meilleure uchronie en format long de l'année 1995, tandis que la nouvelle complémentaire La Tentation du Dr Stein, située dans le même univers, reçoit la même année le prix British Fantasy de la meilleure nouvelle.

## Description

### Contexte de l'action

Carte de la péninsule italienne à l'époque du récit.

Le point de divergence de cette uchronie est le choix de carrière de Léonard de Vinci. Quarante ans avant l'action du roman, il se détourne de la peinture après l'assassinat de Laurent de Médicis, victime d'une conjuration fomentée par le pape, pour se consacrer à l'ingénierie. Ses inventions et redécouvertes (canon lance-fusées, char d'assaut, feu grégeois…) permettent à la république de Florence de vaincre les armées de Rome et de Venise. Tandis que le bref règne du successeur de Laurent de Médicis, son frère Julien, est marqué par une chasse aux opposants qui restera de sinistre mémoire avant qu'une révolte ne chasse sa dynastie du pouvoir,, Léonard, surnommé le « Grand Ingénieur », fonde une université où sont mises au point ou améliorées des inventions telles que la machine d'Héron, l'imprimerie ou l'automobile à vapeur (vaporetto), donnant lieu à un début de révolution industrielle et à une scission entre artisans (les « artificiers ») et artistes.
Florence acquiert ainsi une supériorité technique qui lui permet de surpasser les autres puissances, ce qui se manifeste notamment par la découverte des îles Amies du Nouveau Monde par Christophe Colomb (au service de la république toscane, et non d'une Espagne qui peine à achever sa Reconquista) et l'établissement par Amerigo Vespucci de liens commerciaux pacifiques avec l'empire aztèque de Moctezuma. Le tabac, le caoutchouc et la marijuana se répandent comme biens de consommation courants. Ce succès suscite les convoitises : dix ans avant l'action du roman,, la flotte espagnole de l'amiral Cortès attaque Florence et ses colonies du Nouveau Monde,. Malgré la victoire florentine grâce au feu grégeois du Grand Ingénieur, la cité connaît une période d'instabilité politique en raison de la chute du précédent gouvernement mené par Pietro Soderini,, avant un retour à la stabilité. Parallèlement, le Grand Ingénieur se retire peu à peu dans la tour qu'il s'est bâtie au centre de son université, et se fait de moins en moins présent dans la vie publique florentine.

### Résumé

#### Première partie:La Saint-Luc

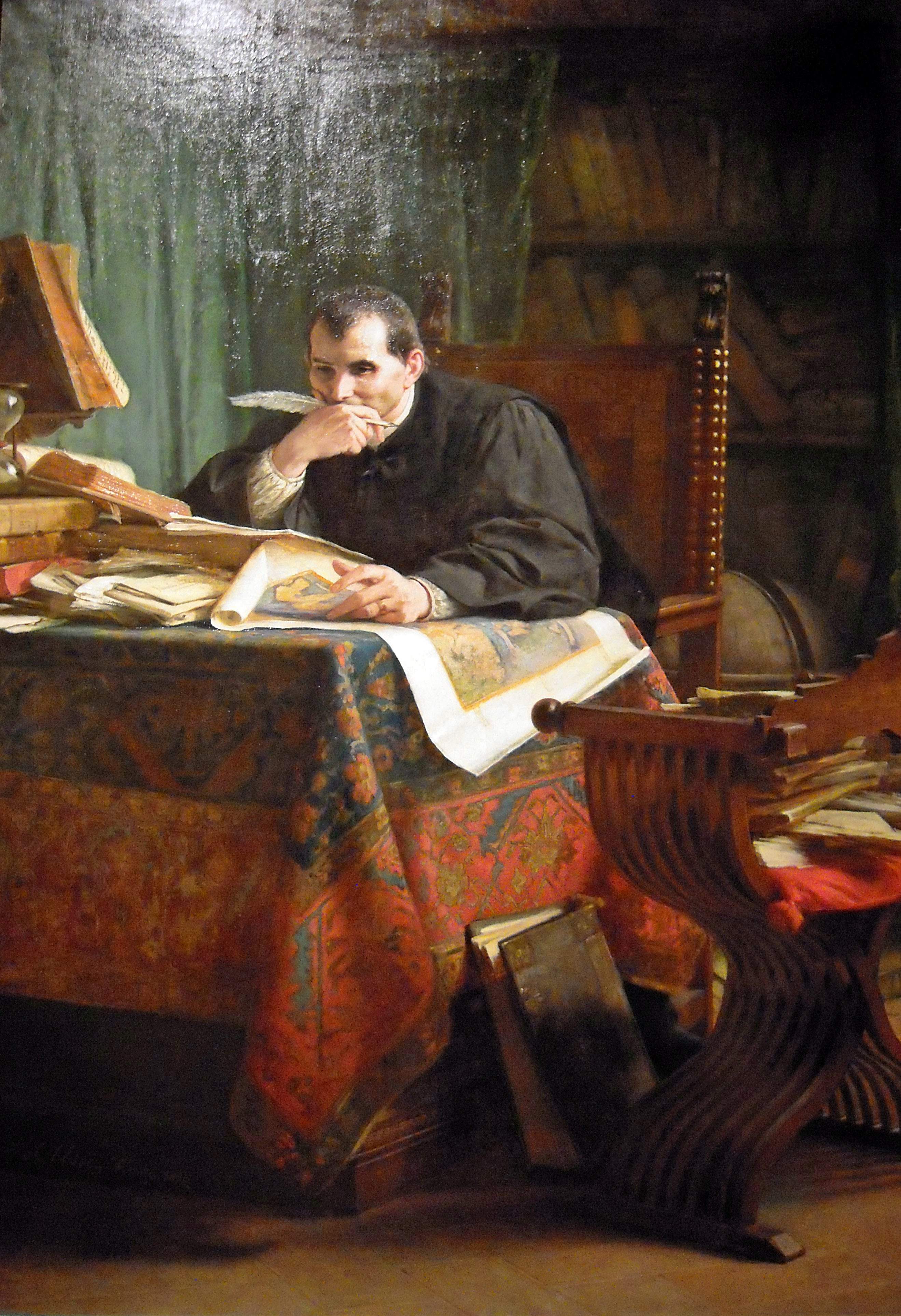
Niccolò Machiavel, journaliste politique à la Gazette de Florence.

Le roman, qui se déroule en 1519, suit Pasquale de Cione Fiesole. Âgé de 18 ans, il est l'élève du peintre Giovanni Battista Rosso, de six ans son aîné. Pasquale rêve de peindre un ange d'une manière inédite qui susciterait l'admiration de ses contemporains. En attendant, il se contente des menues commandes qui font le quotidien des peintres depuis que les artificiers ont gagné en importance dans la société florentine. À la messe de la Saint-Luc, le grand événement annuel de la communauté des peintres de la ville, Pasquale est témoin d'une violente altercation verbale entre Salai, un membre de l'entourage proche du Grand Ingénieur, et Raphaël, en visite dans la ville quelques jours avant le pape Léon X. Son récit éveille l'intérêt de Niccolò Machiavel, ancien collaborateur du gouvernement de Soderini reconverti en journaliste pour la Gazette de Florence, qui l'invite à dessiner l'incident pour illustrer l'article qu'il a l'intention d'y consacrer. C'est alors qu'un homme fait irruption dans les bureaux de la Gazette, apportant la nouvelle d'un meurtre au Palazzo Taddei, où séjourne Raphaël. Machiavel se rend sur place en compagnie de Pasquale. Le corps ensanglanté de la victime, qui n'est autre que Giulio Romano, l'un des disciples de Raphaël, a été retrouvé seul au sommet d'une tour aux signaux, dans une pièce verrouillée de l'intérieur, avec en sa possession la maquette d'une étrange petite machine volante à hélice.
Tandis que l'innocence des domestiques du palais est prouvée par Machiavel, le signaleur responsable de la tour révèle que Romano l'a soudoyé pour passer la nuit dans l'édifice, pour un motif inconnu. Le capitaine de la milice florentine charge Machiavel d'enquêter discrètement sur l'affaire. Le lendemain, à la fin de sa journée de travail, Pasquale est accosté par Machiavel, qui lui propose de l'accompagner pour interroger les différents personnages potentiellement impliqués dans l'affaire : Michel-Ange, le grand rival de Raphaël, et Raphaël lui-même, qui soupçonne un complot contre lui, sans en dire guère plus. Ce soir-là, ils font le guet devant le Palazzo Taddei : quelqu'un utilise la tour aux signaux pour transmettre un message alors même que le signaleur a été renvoyé. Ils prennent en filature leur auteur, Giovanni Francesco, autre élève de Raphaël, jusqu'à la villa de l'écrivain et mystique Paolo Giustiniani, un disciple vénitien de l'occultiste Marsilio Ficino, réputé s'adonner à la sorcellerie. Par la fenêtre, les deux enquêteurs observent Giustiniani se disputer avec Francesco, avant de l'assassiner au moyen d'un fumigène empoisonné. Machiavel et Pasquale brisent la vitre, mais arrivent trop tard pour le sauver ; Pasquale récupère alors dans la cheminée de la pièce un petit cadre contenant une image sur du verre, jeté au feu par Giustiniani lors de sa conversation avec Francesco. À l'issue d'une course-poursuite avec les gardes de la villa, les deux acolytes parviennent finalement à s'échapper.

#### Deuxième partie:Sur la terre comme au ciel

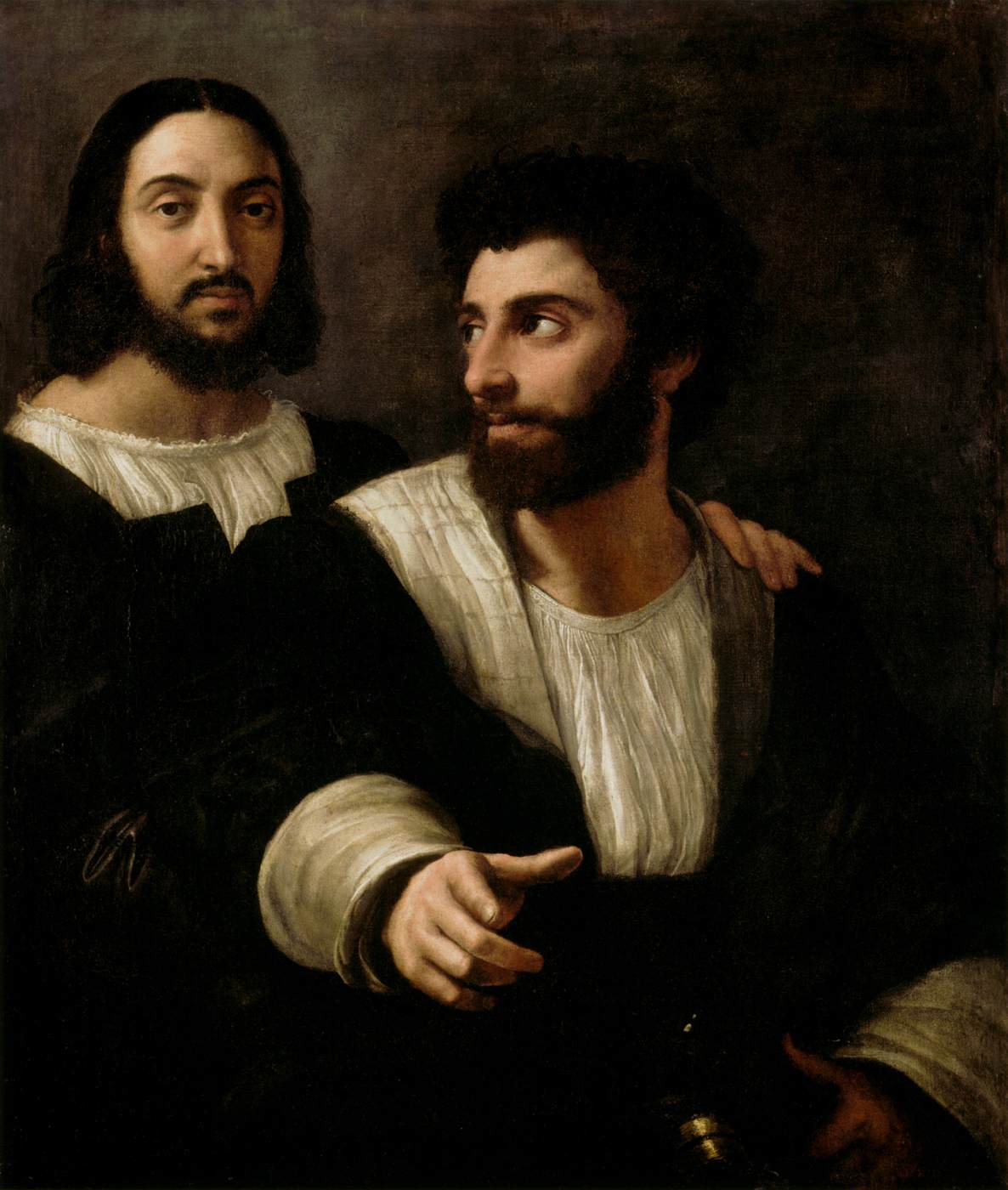
Raphaël (à gauche) avec un ami, peut-être son élève Giulio Romano.

Alors que le pape Léon X pénètre à Florence sous les acclamations, Pasquale et Machiavel, qui se reposent au domicile de ce dernier, réfléchissent à la signification de la scène dont ils ont été témoins durant la nuit et de l'image qu'ils ont sauvée des flammes, qui montre Giustiniani participant à une messe noire. Le journaliste suppose que Francesco détenait la preuve de la participation du magicien à ce genre de rituels, et le soumettait à un chantage pour un motif non déterminé. C'est alors qu'arrive une visiteuse inattendue, Mona Lisa Giocondo, épouse de Francesco del Giocondo — un collaborateur haut placé du gouvernement florentin — et amante secrète de Raphaël, qui offre à Machiavel une bourse remplie de florins pour financer son enquête. Les deux enquêteurs l'utilisent ce soir-là pour soutirer des informations sur Giustiniani au docteur Pretorius, un médecin aux allures de savant fou qui se livrerait, selon des rumeurs, à la magie noire. Ils apprennent notamment que Raphaël n'a aucun lien avec Giustiniani, et n'est donc pas impliqué dans l'affaire.
Après avoir échappé à une attaque de sbires de ce dernier, qui a apparemment eu connaissance de leur présence dans sa villa, les deux hommes se dirigent vers le Palazzo della Signoria pour mettre Raphaël au courant des développements de l'enquête. Le peintre y dîne en effet avec le pape et sa suite, après que le Grand Ingénieur, sorti de sa tour pour la première fois depuis vingt ans, leur a présenté sa dernière invention, un procédé permettant de créer des images en capturant la lumière. Cependant, une fois sur place, ils apprennent que Raphaël vient d'être empoisonné après avoir bu un verre de vin. Machiavel prouve que le poison a été déposé uniquement sur le bord de son verre, ce qui montre que c'était bien lui, et non le pape, qui était la cible des meurtriers. C'est alors que le palais est attaqué par les hommes de Giustiniani, équipés d'échasses et de fumigènes toxiques. Pasquale perd Machiavel dans la confusion, mais est secouru par des serviteurs du Palazzo Taddei, qui l'emmènent à leur maître, le Signor Taddei. Entouré de son astrologue personnel, Girolamo Cardano, et du cardinal Jules de Médicis, cousin du pape, Taddei demande à Pasquale un compte-rendu détaillé de l'enquête. Ses interlocuteurs lui expliquent ensuite que le corps de Raphaël vient d'être dérobé par un ravisseur qui demande à l'échanger contre le jeune apprenti. La non-restitution du corps étant susceptible de provoquer une guerre entre Florence et Rome, Pasquale est brusquement chloroformé et conduit au Ponte Vecchio, où est censé avoir lieu l'échange.

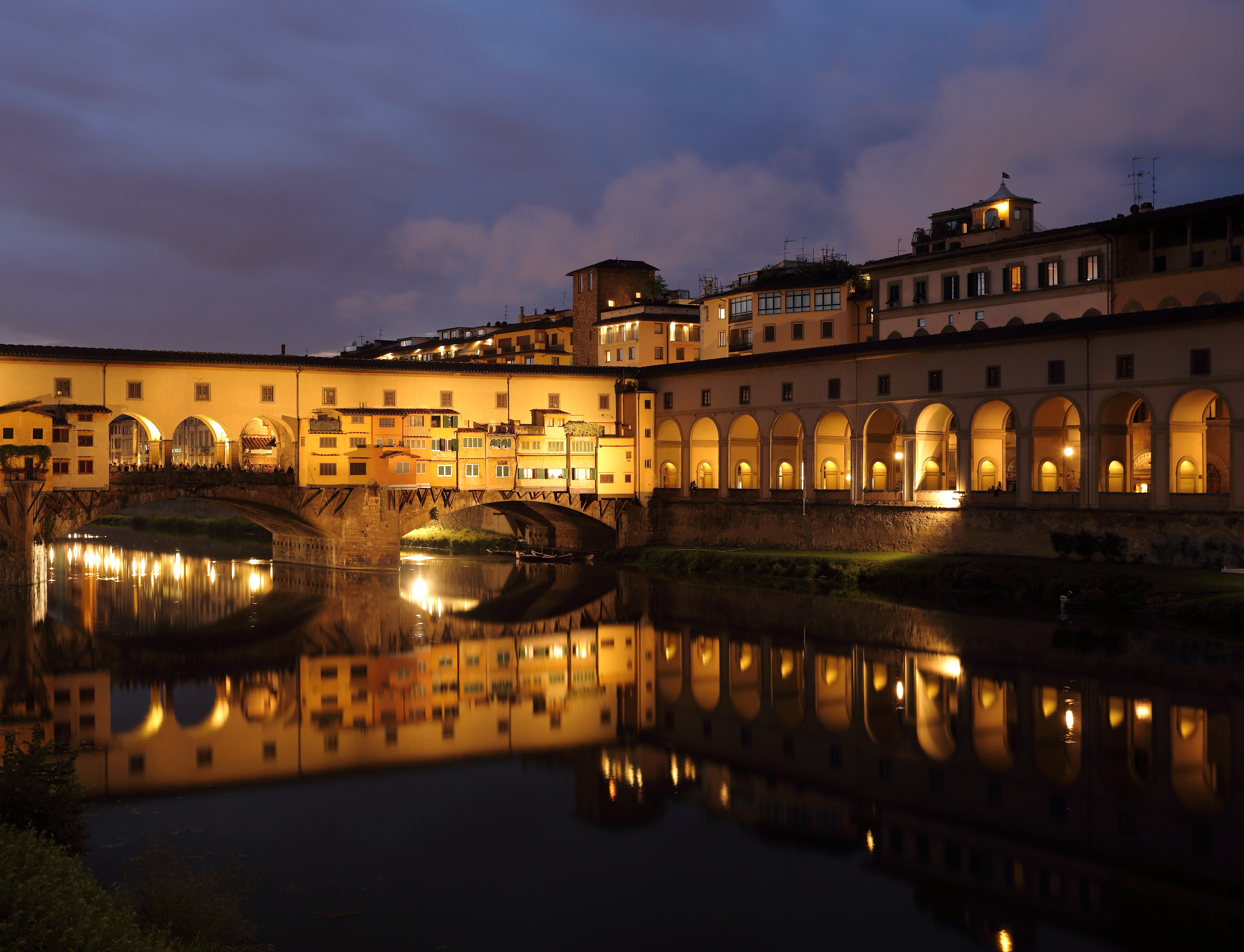
Le Ponte Vecchio sur le fleuve Arno.

Mais celui-ci est en proie aux flammes allumées par les ciompi, des ouvriers révoltés excités par les savonarolistes. Dans la cohue, Pasquale, qui a repris connaissance, s'échappe avec l'aide de son maître Rosso, présent sur les lieux avec son singe domestique Ferdinand. À sa grande stupeur, son maître le conduit dans un bâtiment où sont réunis Salai, le moine savonaroliste Fra Perlata, et Machiavel, sur le point d'être soumis au supplice de l'estrapade. Pasquale, qui comprend que Rosso est lui aussi impliqué dans le complot, doit s'engager à conduire les conjurés à l'endroit où il a laissé la maquette volante trouvée sur Romano (au domicile de Machiavel, sur son bureau). Les conspirateurs traversent ensuite l'Arno sur un bac avec leurs deux captifs, mais une soudaine attaque des hommes de Giustiniani sème la confusion et permet à Pasquale de fuir avec l'aide d'un Rosso repentant.

#### Troisième partie:La mesure interrompue
Parvenus sur la berge de l'Arno, Pasquale, Rosso et le singe Ferdinand passent la nuit à l'extérieur des murailles de la ville. Rosso met son ex-élève au courant de la teneur exacte du complot : c'est Giustiniani qui a ourdi la conspiration pour mettre la main sur la dernière invention du Grand Ingénieur, une machine volante qu'il comptait revendre à l'Espagne. Sur les indications de Salai, Romano a subtilisé la maquette de l'objet lors de la visite de Raphaël et de son groupe dans la tour du Grand Ingénieur, peu après leur arrivée à Florence. Se sentant sur le point d'être repéré par la police secrète, il a voulu confier la maquette à Rosso en envoyant un signal convenu par le sémaphore du Palazzo Taddei. Son singe Ferdinand était alors censé grimper au sommet de la tour pour récupérer la maquette, mais, se croyant peut-être attaqué par Romano, il l'a accidentellement tué, et la maquette est restée dans la tour, où Machiavel et Pasquale l'ont découverte. Giustiniani a alors fait pression sur les conjurés pour lui amener tout de même la maquette, mais Francesco a voulu parlementer avec lui et a trouvé la mort. Les conspirateurs se sont alors détournés du magicien — qui a poursuivi ses manœuvres avec l'assassinat de Raphaël — pour s'allier aux savonarolistes, directement financés par l'Espagne, conduisant à la scène dont a été témoin Pasquale.

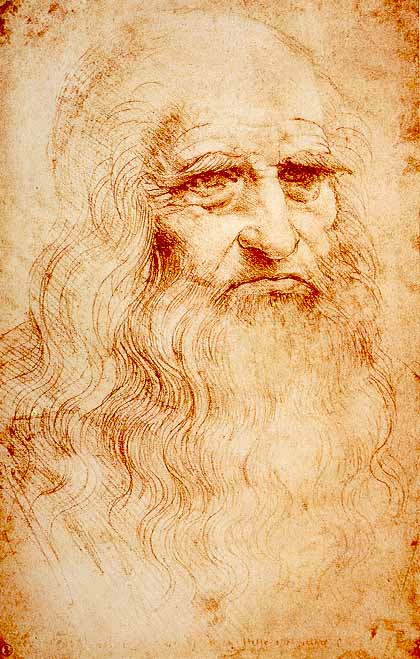
Léonard de Vinci, le Grand Ingénieur.

À son réveil le lendemain, le jeune peintre découvre que Rosso s'est pendu durant la nuit. Bouleversé, il décide de clore cette série de morts en restituant la maquette au Grand Ingénieur. Il récupère donc de justesse l'objet au domicile de Machiavel, juste avant un homme de Giustiniani. Reste à s'introduire dans la tour du Grand Ingénieur. Après une approche infructueuse auprès de l'un des assistants de celui-ci, Nicolas Copernic, Pasquale parvient à pénétrer dans la tour en se mêlant à une cargaison de cadavres destinés à la dissection. Il y sème un certain désordre avant d'être arrêté par Salai, qui lui prend la maquette et l'emprisonne dans une pièce où est conservée une collection de crânes. Il en est délivré par un Grand Ingénieur intrigué, que Pasquale — qui a compris que Salai a trahi les savonarolistes pour livrer la maquette à Giustiniani — met au courant de la situation. Ils se rendent chez le Signor Taddei, dont les moyens sont les seuls à rivaliser avec ceux de leurs ennemis, pour l'inciter à attaquer la villa du magicien et récupérer la maquette. Une fois son soutien assuré, un plan est mis au point : Pasquale s'introduira chez Giustiniani quelque temps avant l'attaque, en affirmant posséder des notes secrètes du Grand Ingénieur sans lesquelles la machine volante ne peut fonctionner, ce qui lui permettra de parlementer pour récupérer la maquette et d'assurer la sécurité du corps de Raphaël, que le magicien possède toujours. Quelle que soit leur issue, ces échanges permettront d'occuper Giustiniani pendant un certain temps, jusqu'à ce que les hommes de Taddei attaquent la villa avec l'aide de quelques inventions du Grand Ingénieur.
Pasquale entre donc chez Giustiniani, qu'il trouve en plein rituel occulte autour du corps de Raphaël, en compagnie de Salai, d'un émissaire espagnol venu récupérer la maquette, et de Machiavel, fait prisonnier après l'attaque du bac. Alors qu'il parlemente avec le magicien, l'attaque de la villa se produit plus tôt que prévu (il s'avérera que l'astrologue Cardano, à la solde des savonarolistes, a trahi Pasquale en lançant prématurément l'opération). La villa prend feu. Dans la confusion qui s'ensuit, Pasquale et Machiavel s'échappent, tandis que la maquette est détruite par les flammes. Néanmoins, la mort de l'émissaire espagnol au cours de l'incident fournit à l'Espagne un prétexte pour déclarer la guerre à Florence. Tandis que la république commence à se préparer au conflit, offrant à Machiavel l'occasion de retrouver un rôle politique auprès du gouvernement, Pasquale lui fait ses adieux pour s'embarquer vers le Nouveau Monde.

## Personnages

### Peintres et leur entourage

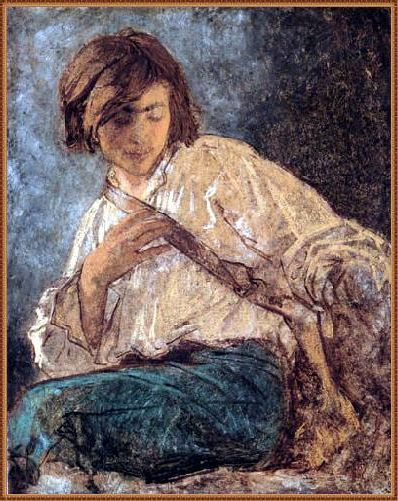
Portrait du jeune peintre Anselm Feuerbach (1852).

Une grande partie des personnages du roman sont issus du milieu de la peinture. Ainsi, le personnage principal du roman est Pasquale de Cione Fiesole, un peintre âgé de 18 ans, originaire de la ville de Fiesole. Passionné par les anges, il rêve de peindre celui qui a chassé Adam et Ève du Paradis terrestre, mais doute de pouvoir le faire de manière satisfaisante. Les rencontres effectuées au fil de l'enquête avec Machiavel lui permettent de faire murir son projet. Il est l'élève de Giovanni Battista Rosso, un peintre de 24 ans nostalgique de l'époque où les artificiers n'avaient pas encore détrôné les peintres dans la société florentine. Ses difficultés financières, qui le poussent à accepter n'importe quel travail, conduisent Rosso à s'impliquer dans le complot espagnol pour s'emparer de la machine volante du Grand Ingénieur. Rongé par le remords, il finit par se suicider. Rosso est accompagné de Ferdinand, son macaque apprivoisé, nommé d'après l'impopulaire roi d'Espagne Ferdinand d'Aragon, et qui meurt lors de l'attaque finale de la villa de Giustiniani qui le tue en pensant qu'il s'agit d'un démon.
Sont également mis en scène des peintres importants du Cinquecento, comme Raphaël Sanzio di Urbino, un artiste originaire d'Urbino, considéré comme le plus grand peintre de son temps. Il est envoyé à Florence en amont de la visite du pape dans la ville afin de tirer un trait sur les tensions que nourrissent la république toscane et Rome depuis la guerre entre les deux puissances, quarante ans plus tôt. Après avoir supporté les injures de Salai à la messe de la Saint-Luc, la grande célébration annuelle des peintres florentins, il visite le Grand Ingénieur dans sa tour avec son entourage, puis est empoisonné deux jours plus tard lors d'un banquet avec le pape. Son disciple préféré, Giulio Romano, qui est impliqué dans le complot, est auparavant accidentellement tué par le singe Ferdinand en tentant de remettre la maquette volante à Rosso, tandis que Giovanni Francesco, autre élève de Raphaël impliqué dans le complot, menace Giustiniani de révéler sa participation à des rites sataniques lorsque ce dernier le met sous pression après l'échec de Romano. Il est finalement assassiné par le magicien. Autre élève de Raphaël, le jeune Baverio fournit à Pasquale quelques indications décisives pour son enquête.
Le roman fait également apparaître Michel-Ange Buonarroti (Michelangelo Buonarroti), le grand rival de Raphaël, qu'il accuse d'avoir plagié ses idées. Autre figure de la Renaissance florentine, le vieux peintre Piero di Cosimo est considéré par Pasquale comme son « maître secret ». Ayant autrefois voyagé chez les Wixarika du Nouveau Monde, il en a rapporté du híkuri, une plante enthéogène qu'il passe ses journées à consommer pour voir « d'autres mondes ». C'est lui qui conseille à Pasquale de s'adresser à Copernic pour entrer dans la tour du Grand Ingénieur, qu'il a connu. Il vit avec Pelashil, sa servante trentenaire et amante occasionnelle de Pasquale : issue du peuple wixarika, elle a suivi le vieux peintre à Florence, voyant en lui un mara'akame (chamane) dont elle est devenue l'élève. Elle aide Pasquale et Machiavel à s'échapper lors de l'attaque finale de la villa de Giustiniani.
D'autres peintres florentins sont plus brièvement évoqués, comme Pontormo, dont l'un des élèves, Bernardo, douze ans, est fauché au début du roman par un vaporetto (automobile à vapeur) la veille de la Saint-Luc, Andrea del Sarto, ancien maître de Rosso et personnage important de la confrérie des peintres de Florence, ou Andrea Squazella (it), élève d'Andrea del Sarto et ami de Pasquale.

### Journalistes et cercles du pouvoir

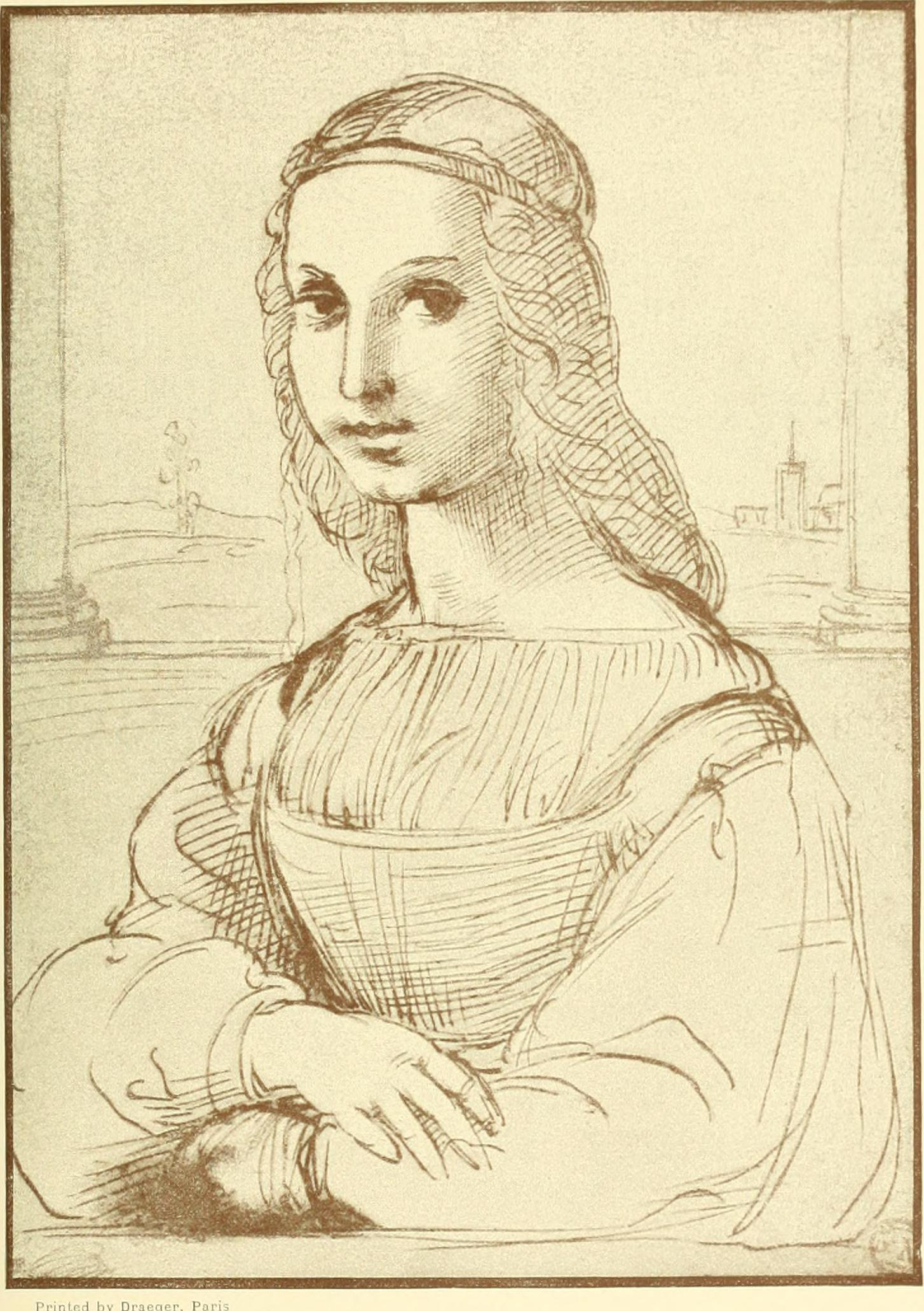
Copie de la Mona Lisa de Léonard de Vinci par Raphaël.

Les Conjurés de Florence offre une plongée dans le monde de la presse et du pouvoir de cette Florence uchronique. L'un des personnages majeurs du roman est en effet Niccolò Machiavel (Niccolò Machiavegli), un homme politique reconverti en journaliste : secrétaire des Dix (ministre de la Défense) de l'ancien gouvernement de Pietro Soderini, il est disgracié lors de la chute de ce gouvernement au cours de la guerre contre les Espagnols. Accusé de vouloir restaurer le pouvoir des Médicis, il passe deux ans dans les cachots du Palazzo del Bargello. À sa libération, il devient chroniqueur politique pour la Gazette de Florence, un stationarius (journal à sensation) installé dans les locaux de l'ancien éditeur Vespasiano da Bisticci. Malgré son goût prononcé pour la boisson, son esprit d'analyse en fait le principal moteur de l'enquête sur les meurtres de Romano et Raphaël. Pietro Aretino (Pierre l'Arétin), directeur de la Gazette de Florence, et Giambattista Gellia, ancien cordonnier devenu révolutionnaire, connu pour ses pamphlets, font également de brèves apparitions.
Autre personnage important, le Signor Taddei est un marchand propriétaire du Palazzo Taddei, où est commis le meurtre de Romano. Il entretient d'étroites relations avec le Vatican. Il est conseillé par son mathématicien et astrologue personnel Girolamo Cardano (Jérôme Cardan), secrètement à la solde des savonarolistes, qui parvient à la fin du roman à s'échapper en emmenant de force Salai avec lui. Le roman met aussi en scène Mona Lisa Giocondo, épouse de Francesco Giocondo — le secrétaire des Dix de la guerre de l'actuel gouvernement florentin — et amante secrète de Raphaël.

### Artificiers et magiciens

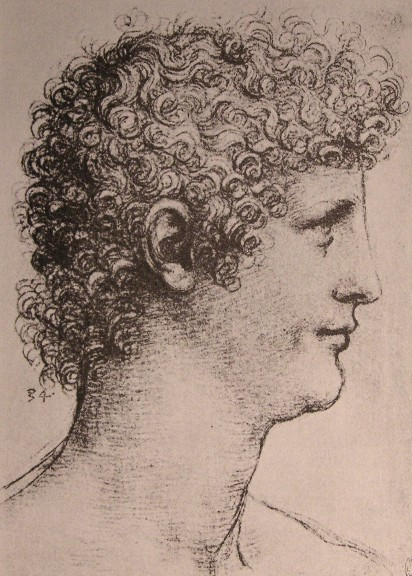
Croquis de Salai par Léonard de Vinci.

L'un des personnages au cœur de l'uchronie de McAuley, puisqu'il est à l'origine du point de divergence de celle-ci, est Léonard de Vinci, le Grand Ingénieur (Leonardo da Vinci) : inventeur de génie, il a impulsé la révolution industrielle qui a permis à Florence de surpasser les autres puissances européennes. Vieil homme fatigué et songeur, il s'est retiré dans la tour qu'il s'est bâtie au centre de la ville, ce qui ne l'empêche pas de poursuivre ses recherches. C'est sa dernière invention, une machine volante, qui est au cœur de la conspiration. Son ancien élève et amant Giacomo Caprotti, dit Salai, a fini par prendre l'ascendant sur lui et toute son université. Il collabore activement au complot pour prendre possession de la machine volante, d'abord aux côtés de Giustiniani, puis des savonarolistes, puis de nouveau de Giustiniani. À la fin du roman, il est capturé et emmené hors de Florence par Cardano et ses savonarolistes. Un autre membre de son entourage proche est Jacopo, son garde personnel, qui l'accompagne dans tous ses déplacements. Désireux de contrer les plans de son rival Salai, il aide Pasquale à gagner la confiance de son maître. Au sein de la « Nouvelle Université » du Grand Ingénieur, on croise aussi Nicolas Copernic (Niklas Koppernigk) : d'origine prussienne, il a prouvé que la Terre tournait autour du Soleil (héliocentrisme), mais la reprise et le perfectionnement par d'autres de ses idées, qu'il considère comme un vol, l'ont rendu maussade et suspicieux. Sa principale activité consiste à enseigner son savoir à des étudiants prussiens dans des tavernes en échange d'argent ou de boisson.
Autre artificier plus terre-à-terre, Benozzo Berni, parent éloigné du célèbre poète satirique Francesco Berni, collabore avec Rosso et Pasquale à l'illumination de la façade d'une banque de la Piazza della Signoria dans le cadre des festivités données en l'honneur du pape. L'écrivain et mystique d'origine vénitienne Paolo Giustiniani (Paul Giustiniani) est plus inquiétant : ancien prêtre versé dans l'occultisme et le satanisme, à l'image de son maître Marsilio Ficino (Marsile Ficin), il dirige dans un premier temps le complot pour s'emparer de la machine volante afin de la vendre à l'Espagne, avant de se désolidariser des autres conspirateurs pour poursuivre ses propres manœuvres. Il meurt dans l'attaque finale de sa villa, alors qu'il était en train d'invoquer l'archange Uriel pour lui offrir le corps de Raphaël en sacrifice. C'est d'ailleurs l'un de ses hommes, le « rouquin », qui a procédé à l'empoisonnement de Raphaël, avant de mourir abattu par Pelashil lors de l'attaque finale de la villa. Apparaît également l'énigmatique docteur Pretorius (Doctor Pretorious), un médecin et occultiste auquel Machiavel soutire des informations. Se tenant au courant du moindre événement se produisant dans la ville, il est également réputé se livrer à d'inquiétantes expériences sur des cadavres. Dans la nouvelle La Tentation du Dr Stein, qui complète le roman, on apprend que Pretorius a tenté, dix ans plus tôt, de ressusciter un corps au moyen de l'électricité et de créer une « Vierge des mers » en amalgamant différents morceaux de cadavres pour leur insuffler la vie.

### Hommes d'Église
L'action fait aussi intervenir des ecclésiastiques comme le pape Léon X, fils de l'ancien dirigeant florentin Laurent de Médicis. En visite à Florence pour enterrer la vieille rivalité entre la république toscane et Rome, il quitte la ville aussi rapidement qu'il y est arrivé après le meurtre de Raphaël et le soulèvement savonaroliste. Son cousin, le cardinal Jules de Médicis, l'accompagne et s'entretient avec le Signor Taddei, Cardano et Pasquale après l'assassinat de Raphaël. Enfin, le roman met en scène Fra Perlata, un moine savonaroliste impliqué dans le complot espagnol.

## Genèse du roman

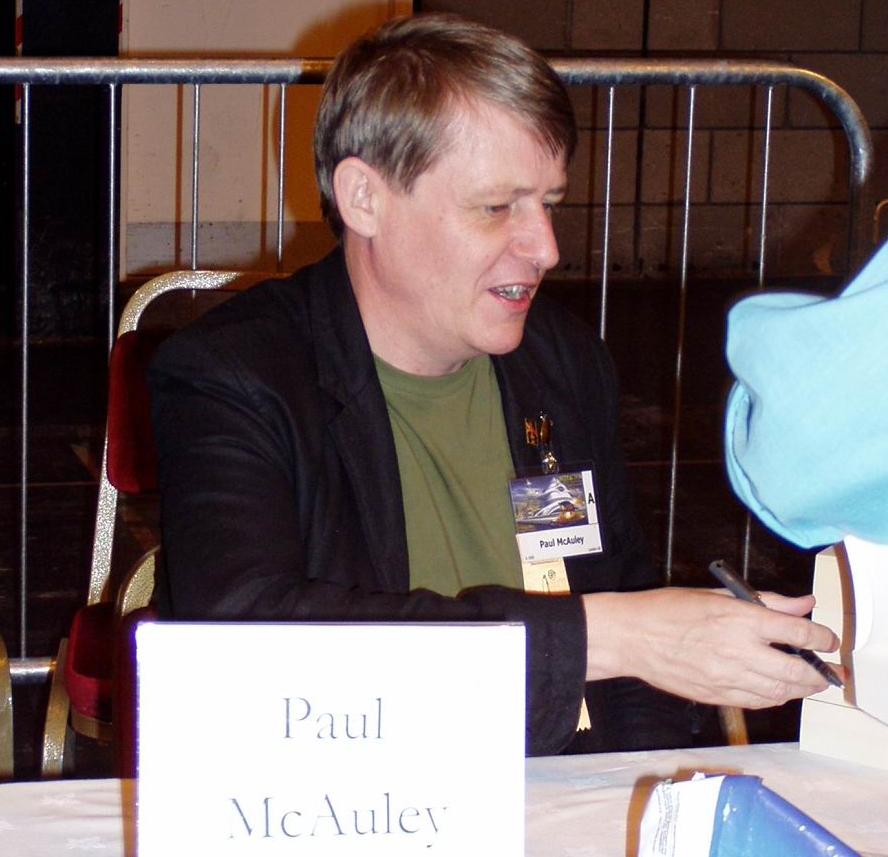
Paul J. McAuley en 2005.

Lorsqu'il commence l'écriture des Conjurés de Florence, Paul J. McAuley est déjà un auteur de science-fiction reconnu, ayant reçu le prix Philip-K.-Dick en 1989 pour son roman Quatre cent milliards d'étoiles (en anglais : Four Hundred Billion Stars). Alors qu'il vient de travailler sur le roman Sable rouge (Red Dust), publié en 1993, il se tourne vers l'écriture des Conjurés de Florence après s'être demandé ce que donnerait une transposition des personnages de la Renaissance dans une atmosphère victorienne.
McAuley s'intéresse particulièrement à Léonard de Vinci et à ses machines, qui lui fourniront le point de divergence de son uchronie. Comme il choisit de situer l'action quelques décennies après ce point de divergence, il doit effectuer un important travail de recherche bibliographique pour rendre son récit crédible : il passe six mois à compulser des ouvrages sur le sujet, aidé par le fait que le récit se déroule à l'époque d'apparition des premières biographies : « du coup, on peut acquérir des tas de données utilisables, donc pour un fainéant comme moi, c'est très facile », expliquera-t-il plus tard. Cela lui permet d'intégrer à son récit des machines inspirées de plans réels, voire d'inventions ayant réellement existé (comme les moulins flottants, issus du Paris du XIIIe siècle), ainsi qu'un grand nombre de personnages historiques réels (seuls Pasquale, né après le point de divergence, et quelques personnages-types relèvent de la pure invention).
Parmi ces personnages réels, celui de Machiavel donne du fil à retordre à l'auteur. Initialement censé intervenir dans quelques scènes en tant que moyen de faire accéder Pasquale à la scène de crime, il prend finalement une grande importance dans l'intrigue finale, malgré les tentatives de McAuley pour s'en « défaire », notamment en le faisant torturer par d'autres personnages, sans succès. L'intrigue policière liée à Machiavel se retrouve au cœur du roman, bien que, pour McAuley, l'élément essentiel de l'intrigue soit la quête artistique de Pasquale : l'ange qu'il cherche à peindre donne d'ailleurs à l’œuvre son titre original, Pasquale's Angel (« L'Ange de Pasquale »).

## Accueil

### Réception critique
Le roman est dans l'ensemble bien accueilli dès sa première édition en 1994, et son succès ne se dément pas dans les années qui suivent. Ainsi en 2005, soit seulement sept ans après la sortie de sa traduction en français par Olivier Deparis, le critique spécialisé et professeur de lettres Gilbert Millet n'hésite pas à en faire déjà un « classique de l'uchronie ». En 1995, le Publishers Weekly le qualifie d'« ambitieux et souvent brillant », ajoutant que « le monde clair-obscur magistralement construit par McAuley est un tour de force hautement divertissant ». Il apprécie particulièrement le personnage de Machiavel, « machiavélien jusque dans la conversation ordinaire ». Pour l'écrivain canadien Jean-Louis Trudel, l'œuvre de McAuley « porte le steampunk à un niveau inédit ». Selon lui, « sa principale force réside dans la maîtrise par l'auteur des détails de son œuvre, des péripéties d'un Machiavel jouant les Sherlock Holmes de la Renaissance au caméo d'un chanoine polonais du nom de Copernic ». S'il émet quelques doutes quant à la vraisemblance de la révolution industrielle florentine dépeinte dans le roman, et regrette quelques longueurs narratives, il estime que « Les Conjurés de Florence régalera les amateurs des juxtapositions inattendues offertes par le steampunk, des engins vrombissants de la modernité transposés dans de vieilles ruelles aux héros égarés de notre propre histoire côtoyant des personnages issus de l'imagination de l'auteur ». La revue américaine Kirkus Reviews est plus réservée, qualifiant l'ouvrage de « méticuleusement construit, avec un mélange fascinant de personnages historiques réels et imaginaires », qui ne compense toutefois pas son caractère « sinistre, hermétique et peu propice à l'embarquement du lecteur dans l'histoire ». L'une des critiques les plus négatives est celle du New Scientist, qui déplore la trop grande importance prise par l'intrigue policière et les « complexités politiques » au détriment d'autres aspects plus intéressants comme le cadre spatio-temporel ou le mysticisme amérindien, ainsi qu'un style maladroit, « jonché de phrases sans verbe […], de propositions subordonnées liées au mauvais nom […], de clichés […] et de répétitions ».
Dans le monde francophone, la réception de l'œuvre est également assez positive, ce qui permet notamment à Paul J. McAuley de se faire connaître du lectorat français. Selon l'écrivain français Claude Ecken, « Paul McAuley a trouvé le juste équilibre dans son collage d'éléments historiques et de décalages spéculatifs pour donner à cette fresque uchronique les couleurs de la crédibilité et le réalisme du détail » : « réjouissant, astucieux, bourré de références, ce roman est une réussite à tous les points de vue capable de réconcilier les exigeants amateurs de littérature générale avec les spéculations audacieuses d'une science-fiction de qualité ». Le site français de fantasy elbakin.net, quant à lui, accorde aux Conjurés de Florence une note de 8/10 : malgré des regrets sur le manque de liens unissant les deux intrigues parallèles (l'énigme policière et la quête artistique de Pasquale), « les intrigues en elles-mêmes sont passionnantes et le lecteur suit avec passion les démêlés de Pasquale avec les nombreux personnages qui émaillent le roman […]. Le style est remarquable, et l’auteur semble vouloir décrire chaque scène avec la précision d’un artificier et le sens de la composition d’un peintre, ce qui nous plonge avec aisance dans cette Florence uchronique ». Pour Gilbert Millet, de la revue Galaxies, le roman, « vif et malicieux », offre une uchronie « festive, riche en clins d'œil et en rebondissements » : selon lui, « la balance de l'amateur de littératures de l'imaginaire penchera vite en faveur de ces Conjurés de Florence, plus imaginatifs que le Da Vinci Code ». Parmi les critiques négatives, celle de Laurent Deneuve d'ActuSF regrette un rythme trop soutenu au milieu du roman, rendant la lecture pénible et étouffant les éléments intéressants de l'intrigue. À l'inverse, selon l'écrivaine belge Karine Gobled, l’œuvre de McAuley, « facile d’accès et passionnant[e] à lire », constitue une introduction idéale à l'uchronie, tandis que Jérôme Vincent d'ActuSF classe le roman parmi les dix œuvres incontournables du genre.

### Récompenses
Les Conjurés de Florence a été récompensé du prix Sidewise (format long) pour l'année 1995. La même année, il a également été finaliste du prix Arthur-C.-Clarke, a atteint la 29e place du classement du prix Locus du meilleur roman de science-fiction, et a été nommé aux prix August Delerth du meilleur roman de fantasy, prix Hugo du meilleur roman et grand prix de l'Imaginaire (catégorie « roman étranger »).
La nouvelle La Tentation du Dr Stein, qui relate les agissements du docteur Pretorius dix ans avant les événements des Conjurés de Florence, a quant à elle remporté le prix British Fantasy de la meilleure nouvelle 1995, et a été nommée au prix Sidewise (format court) pour l'année 1996.

## Analyse

### Une œuvre au carrefour des genres littéraires

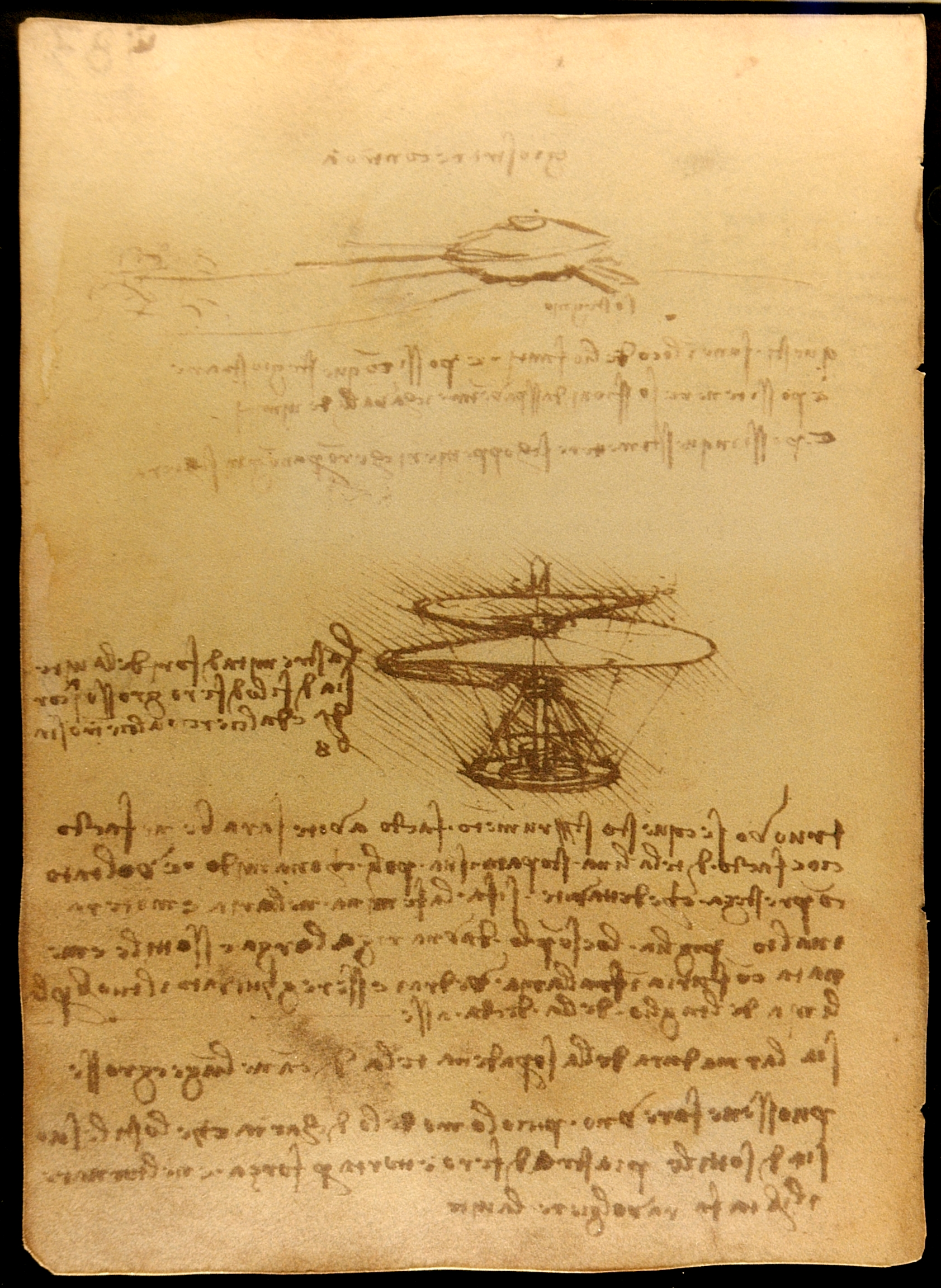
L'invention volante du Grand Ingénieur, objet de toutes les convoitises.

Avec Les Conjurés de Florence, McAuley signe un roman pouvant être classé dans une grande variété de genres littéraires. L’œuvre est tout d'abord rattachable à l'uchronie : ce sous-genre de la science-fiction, apparu au XIXe siècle avec Charles Renouvier, consiste en la « reconstruction fictive de l'histoire, relatant les faits tels qu'ils auraient pu se produire ». L'uchronie se caractérise par une divergence à partir d'un point historique particulier, donnant naissance à une nouvelle trame historique explorée par l'auteur. Dans Les Conjurés de Florence, ce point de divergence est double : d'une part, c'est Laurent de Médicis et non son frère Julien, qui est assassiné lors de la conjuration des Pazzi en 1478 ; d'autre part, Léonard de Vinci préfère se consacrer à l'ingénierie plutôt qu'à l'art. Sous des airs de fiction historique, McAuley dévoile par petites touches, au fil de la lecture, comment ces deux changements entraînent un bouleversement du monde qu'il décrit pour déboucher, quatre décennies plus tard, sur la situation du roman, où une Florence industrialisée domine l'Occident et le Nouveau Monde.
Ce contexte industriel rapproche Les Conjurés de Florence du steampunk, un sous-genre de l'uchronie qui imagine un passé fictif où la révolution industrielle a eu lieu plus vite que dans notre monde. Benoît Domis rapproche ainsi le roman de l’œuvre de Tim Powers, dont l'ouvrage Les Voies d'Anubis est considéré comme fondateur du genre, tandis que John Clute établit un parallèle avec La Machine à différences de William Gibson et Bruce Sterling. Néanmoins, le steampunk se déroulant préférentiellement dans l'Angleterre victorienne et non durant la Renaissance italienne, le rattachement du roman de McAuley à ce sous-genre pose question : pour l'écrivain Ned Beauman, il s'agit plutôt d'un exemple de clockpunk, autre sous-genre de l'uchronie insérant des développements techniques modernes à l'époque de la Renaissance. La revue Kirkus Reviews parle quant à elle d'« oldmasterpunk », contraction de steampunk et d'old master (« vieux maître »), en référence à la présence parmi les personnages de vieux maîtres de la peinture.
Les Conjurés de Florence peut également être considéré comme un roman policier. L'intrigue du roman est en effet articulée autour d'une énigme policière — le meurtre de l'aide de Raphaël, puis l'empoisonnement de Raphaël lui-même — que Pasquale tente de résoudre aux côtés de Machiavel, et dont les nombreux rebondissements constituent le moteur de l'histoire. Une touche de fantastique et de fantasy s'ajoute également à l’œuvre par le biais, d'une part, d'événements apparemment surnaturels (associés notamment à l'occultiste Giustiniani) auxquels le lecteur peut toutefois souvent trouver une explication rationnelle, et, d'autre part, d'un mysticisme lié aux pratiques chamaniques des Amérindiens Wixárika, auxquelles Pasquale est initié par son vieux « maître secret » Piero di Cosimo et la Wixarika Pelashil. Enfin, par le récit de la quête artistique de Pasquale et de sa maturation au fil du roman, Les Conjurés de Florence peut également être considéré comme un roman d'apprentissage.

### Un hommage à la culture populaire

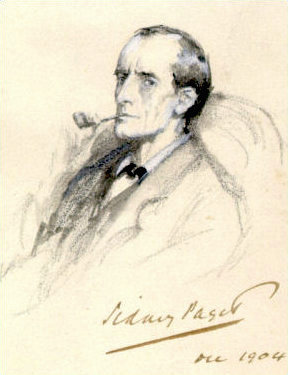
Sherlock Holmes, source d'inspiration de McAuley pour le personnage de Machiavel.

L'écriture des Conjurés de Florence est l'occasion pour McAuley de truffer son œuvre de références à la littérature et au cinéma populaires, plus particulièrement fantastico-policiers. L'un des rapprochements les plus évidents est celui de Machiavel avec Sherlock Holmes, le personnage de détective inventé par Arthur Conan Doyle : comme lui, il applique avec succès l'art de l'observation et de la déduction aux scènes de crime, et joue le rôle d'une sorte de détective privé avant l'heure. Le critique littéraire Robert K. J. Killheffer souligne que le principe fondamental qu'il énonce à Pasquale, selon lequel « il faut seulement considérer l'improbable lorsque le probable a été écarté, et l'impossible quand il n'y a plus rien d'autre », est un clin d’œil inversé à la célèbre devise de Holmes,. Le duo formé par Machiavel et Pasquale s'apparente par ailleurs au tandem Holmes-Watson : dans les deux cas, un enquêteur aguerri forme progressivement son acolyte inexpérimenté aux subtilités de l'investigation policière.
Des parallèles peuvent être dressés avec d'autres œuvres policières, notamment celles d'Edgar Allan Poe : les aventures de son personnage Auguste Dupin, un enquêteur privé évoluant dans le Paris de la monarchie de Juillet, trouvent en effet un écho dans l'intrigue des Conjurés de Florence, et en particulier, selon le critique Benoît Domis, dans « la nature des énigmes posées et la façon de les résoudre ». Ainsi, le meurtre de Giulio Romano, l'aide de Raphaël, peut être rapproché de celui de Mme de Lespanaye et de sa fille dans la nouvelle Double Assassinat dans la rue Morgue (les victimes sont assassinées dans une pièce verrouillée, de manière apparemment incompréhensible avant que le détective ne démontre que le coupable est un singe). D'autre part, la découverte du mobile du crime, une maquette d'apparence insignifiante trouvée sur la scène de crime et posée par Pasquale sur le bureau de Machiavel, rappelle La Lettre volée, dans laquelle un homme ayant volé une lettre compromettante la dissimule en lui donnant une apparence quelconque et en la mettant en évidence dans son bureau, de sorte qu'elle n'attire pas l'attention de la police. Dans un autre registre, l'attrait de Machiavel pour la boisson fait référence au légendaire alcoolisme de Poe : selon McAuley, les deux hommes ne sont en définitive que des « journaliste[s] saoul[s] ».

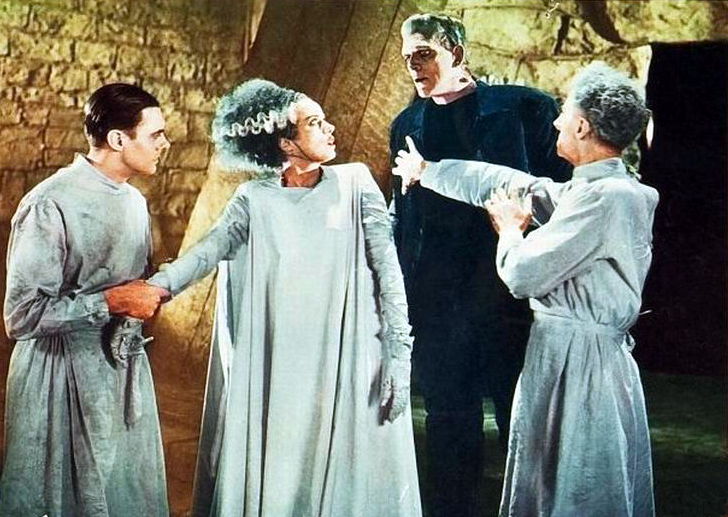
Le Dr Pretorius (Ernest Thesiger, à droite) dans le film La Fiancée de Frankenstein.

Le roman peut également être rapproché des œuvres de Gaston Leroux, qui mêle dans ses écrits policier et fantastique, ou du Nom de la rose d'Umberto Eco, dont le moine-détective Guillaume de Baskerville n'est pas sans rappeler Machiavel et ses talents d'enquêteur ; McAuley précise toutefois que cette similitude est due à l'influence holmésienne commune aux deux romans, et non à une quelconque inspiration qu'il aurait pu tirer de l’œuvre d'Eco. Un autre clin d’œil à la culture populaire est visible à travers le personnage du docteur Pretorius, directement emprunté au film La Fiancée de Frankenstein de James Whale. Dans cette œuvre cinématographique de 1935, librement inspirée d'éléments du roman Frankenstein ou le Prométhée moderne de Mary Shelley, le savant fou Septimus Pretorius (en), incarné par l'acteur Ernest Thesiger, se livre à d'inquiétantes expériences pour insuffler la vie à la chair inanimée, comme son équivalent chez McAuley. L'auteur approfondira le personnage dans la nouvelle La Tentation du Dr Stein, ajoutant à ces éléments frankensteiniens des références au golem, une créature artificielle de la mythologie juive dépourvue de libre-arbitre et entièrement soumise à son maître.

### Une réflexion sur le progrès scientifique
Dans Les Conjurés de Florence, McAuley, écrivain de science-fiction avant tout, poursuit la réflexion entamée dans ses précédentes œuvres sur le thème du progrès scientifique et technique. Celui-ci peut être défini comme une « amélioration des moyens de production, grâce surtout au perfectionnement des machines et à la mécanisation du travail ». C'est précisément ce qui se produit dans le roman : Léonard de Vinci apporte à Florence des inventions novatrices qui conduisent, comme le souligne l'écrivain John Clute, au passage « de la vie organique à la vie industrielle (de la Gemeinschaft à la Gesellschaft), de la création technique ad hoc à une ingénierie crainte », c'est-à-dire à toutes les manifestations de la révolution industrielle du XIXe siècle. Parmi ces manifestations figure aussi, selon McAuley lui-même, la séparation de l'art et de la technique :

« Cette distinction entre l'activité d'artiste et celle d'ingénieur est apparente chez de Vinci, mais ne l'était pas auparavant parce qu'elle n'existait tout simplement pas. On ne se rendait pas compte d'une quelconque différence entre la condition d'artiste et celle d'artisan. C'était la même chose : comme il n'y avait pas de production de masse, la réalisation de cadres pour des tableaux comme celle des tableaux eux-mêmes était valorisée en tant qu'aspect important du travail d'artiste. Et si vous regardez les très vieux cadres qui entourent les tableaux de la Renaissance, vous verrez ce que je veux dire. En fait, apprendre à faire cela relevait du travail de l'artiste. Nous avons depuis connu une spécialisation, et de Vinci incarne la première apparition de cette dichotomie moderne entre art et science — c'est pourquoi, à mon avis, nous nous intéressons tant à lui. »

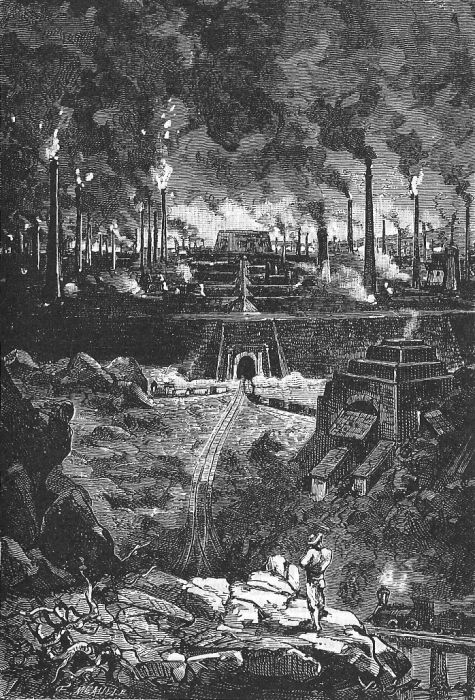
Stahlstadt, la ville industrielle des Cinq Cents Millions de la Bégum de Jules Verne.

Clute note encore que, contrairement à d'autres romans uchroniques comme Pavane de Keith Roberts, où les personnages « semblent isolés au milieu des ténèbres d'agonie de l'île qu'est l'Angleterre », ces mutations de la société sont centrales chez McAuley, les personnages « chevauchant le changement, les yeux grand ouverts ». L'idée de progrès est donc au cœur du roman. Cela ne signifie cependant pas que l'auteur présente le progrès sous un jour agréable : en effet, l'univers des Conjurés de Florence, miroir de notre propre monde, est aussi affecté par les conséquences les plus sombres du progrès technique, comme le souligne Robert K. J. Killheffer. La Florence de McAuley est touchée par la pollution, la violence sociale et l'exploitation des travailleurs pauvres, ce qui constitue, toujours selon Killheffer une critique des « pires faiblesses du système capitaliste ». Certains Florentins se montrent dubitatifs, voire hostiles, vis-à-vis de l'industrialisation, comme un vieil ouvrier rencontré dans une taverne par Pasquale et Machiavel, et dont les propos pourraient s'appliquer à notre société : 

« On dit que les artificiers ont donné aux hommes la liberté de progresser, mais à suivre le rythme de leurs machines, les hommes comme moi deviennent moins que des bêtes de somme : on nous fait travailler tant que nous le pouvons encore, et quand nous nous écroulons, on nous met au rancart. »

Cet aspect dystopique est également renforcé par l'extrême centralisation du pouvoir entre les mains d'un seul personnage, le Grand Ingénieur : 

« Au cœur de la nouvelle Florence s'élève un vaste édifice, la tour où le vieux Léonard vit dans la solitude avec son catamite et ses serviteurs, tel une sorte d'anthropologue satanique. Cette tour est au centre d'un vaste réseau de relais de communication. À l'image de l'ordinateur doué de vie de La Machine à différences, elle est tout yeux : à travers diverses ouvertures, loin au-dessus de la cité dominée, des systèmes optiques complexes dirigent constamment les vies humaines, devenues des compteurs sur une carte. »

Selon Benoît Domis, McAuley s'inscrit donc dans la continuité de ses précédentes œuvres en « pos[ant] à nouveau le problème de la responsabilité scientifique. Les artificiers […] peuvent-ils si facilement se réfugier derrière un progrès inéluctable pour ne pas se sentir coupables des bouleversements occasionnés par leurs travaux ? Qui est responsable du découpage de la ville en deux entre des marchands très riches et une main d'œuvre très pauvre et déqualifiée par les merveilles développées par de Vinci ? Paul McAuley n'apporte bien sûr pas la réponse, mais ses questions résonnent longtemps dans la tête du lecteur attentif : le progrès oui, mais pour qui ? »

## Projet de suite
Dans un entretien publié en août 1998 dans le magazine Locus, Paul J. McAuley annonce son intention d'écrire une suite aux Conjurés de Florence, située cent ans après l'action du roman. Il envisage d'y traiter de la colonisation européenne des Amériques en supposant qu'elle se soit déroulée dans un contexte plus scientifique que dans notre monde, avec des répercussions sur l'esclavage ou le sort des peuples natifs du continent, que l'auteur pourrait soumettre à un « Holocauste uchronique ». En décembre 1999, McAuley donne d'autres détails sur cette suite : finalement située cinquante ans après les événements des Conjurés de Florence, elle devrait mettre en scène la quête des légendaires cités d'or de Cibola à travers les continents nord et sud-américains. Il explique toutefois que le projet est freiné par son éditeur Gollancz, qui détient toujours les droits des Conjurés de Florence contre sa volonté : cette situation bloque en effet toute publication d'une suite, aucun autre éditeur ne voulant la publier sans pouvoir éditer également Les Conjurés. Le projet n'est finalement pas mené à son terme.